# Минар-э-Пакистан
Минар-э-Пакистан (англ. Minar-e-Pakistan; урду مینار پاکستان‎, букв. — башня Пакистана) — минарет в центре Лахора, построенный в память о подписании Лахорской резолюции о провозглашении отдельного мусульманского государства после предоставления независимости Британской Индии. Архитектура минарета отражает сочетание могольского и современного восточного стилей.

## Сооружение
Минар-э-Пакистан был возведен в лахорском Икбал-парке в память о резолюции, принятой в ходе ежегодной сессии Всеиндийской мусульманской лиги, проходившей с 22 марта по 24 марта 1940 года. В резолюции провозглашалось, что после предоставления Британской Индии независимости территории, населенные преимущественно мусульманами, должны были образовать отдельное государство — Пакистан. Минарет был заложен по случаю 20-летия резолюции на том месте, где она была принята, строительство было окончено в 1968 году.
Основание башни поднимается примерно на 4 метра от земли. Затем конструкция возвышается на 13 метров, формируя сооружение в форме цветочной вазы. С этого момента на основании начинает возвышаться башня, чья высота составляет около 50 метров. Базовая платформа сооружения имеет форму 5-конечной звезды.
Общая высота памятника составляет около 60 метров. Он построен из армированного бетона, полы и стены сделаны из камня и мрамора.

## Галерея

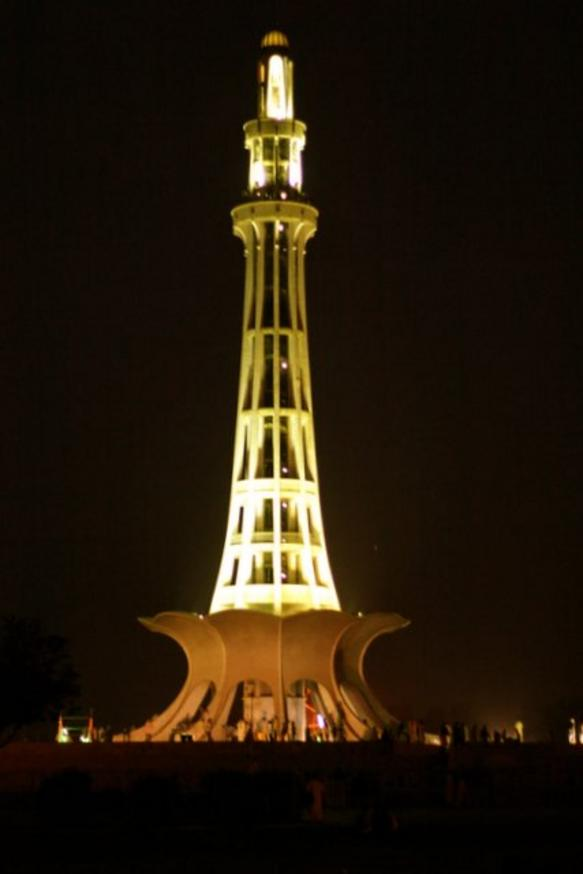
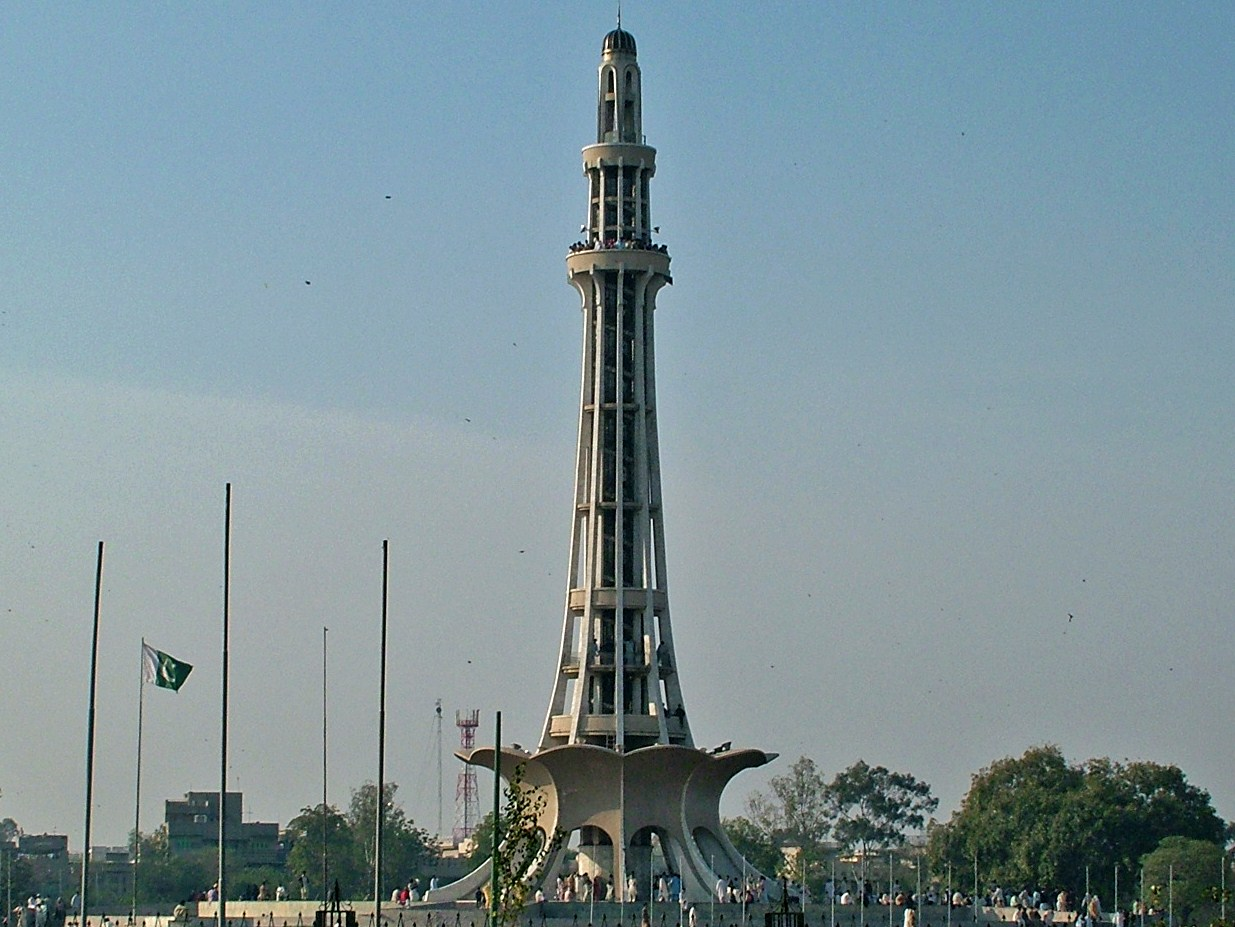
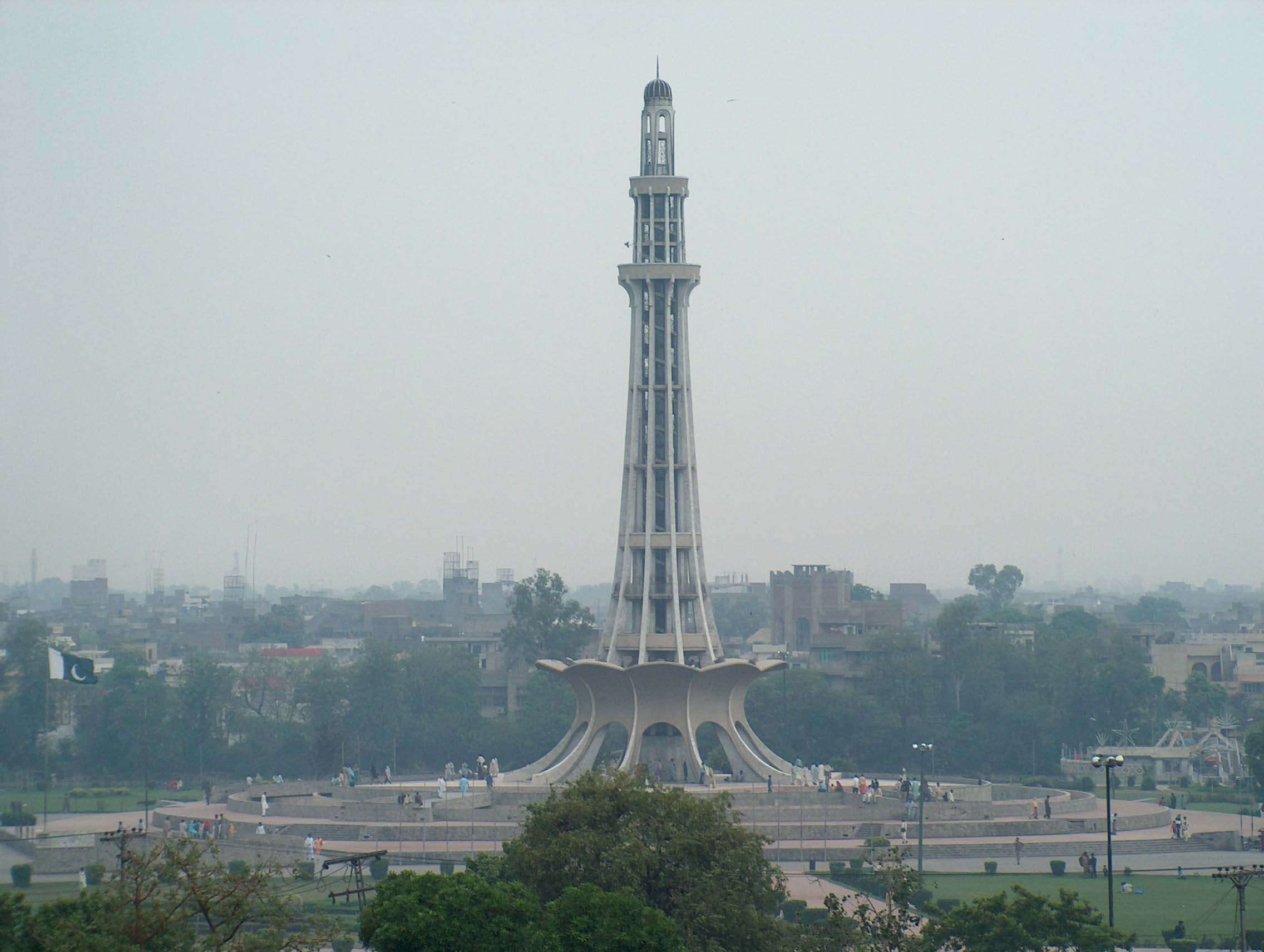